# Joanna Page
Joanna Louise Page (ur. 23 marca 1978 w Treboeth) – brytyjska aktorka telewizyjna i filmowa.

## Życiorys
Pochodzi z Walii. W 1998 została absolwentką londyńskiej Royal Academy of Dramatic Art. Jest żoną brytyjskiego aktora serialowego Jamesa Thorntona. Debiutowała jako aktorka w 1999 na planach filmów telewizyjnych. W 2001 wystąpiła w filmach Duża mała Ania i Z piekła rodem. W 2003 wcieliła się w postać Judy w komedii romantycznej To właśnie miłość. W latach 2007–2010 grała tytułową rolę Stacey w serialu komediowym Gavin & Stacey produkowanym przez BBC. W 2010 prowadził program telewizyjny My Pet Shame w stacji Sky1. W tym samym roku została twarzą kampanii reklamowej sieci sklepów kosmetycznych Superdrug.

## Filmografia

### Filmy
- 1999: Miss Julie
- 1999: David Copperfield jako Dora Spenlow
- 2001: Duża mała Ania
- 2001: The Lost World
- 2001: Z piekła rodem
- 2003: To właśnie miłość
- 2012: Nativity 2: Danger in the Manger

### Seriale TV
- 2001: The Cazalets
- 2003: Ready When You Are, Mr McGill
- 2004: Mine All Mine
- 2004: Making Waves
- 2005: To the Ends of the Earth
- 2005: Gideon’s Daughter
- 2007: Gavin & Stacey
- 2010: Agatha Christie: Miss Marple (2010)
- 2011: Bedlam
- 2011: White Van Man